# Николаевка (Благовещенский район, Алтайский край)
Николаевка — село в Благовещенском районе Алтайского края, административный центр Николаевского сельсовета.
Население — 618 (2013). Основано в 1911 году.

## История
Основано в 1911 году братскими меннонитами с Украины, из под Екатеринослава. До 1917 года — в составе Подсосновской волости Барнаульского уезда Томской губернии. Немецкое название села было «Шайче» (на платтдойч). Деревня состояла из одной улицы, на которой было примерно 65 дворов. Вокруг деревни было несколько хуторов — Классен-хутор, Петерс-хутор и др., которые позже были объединены с Николаевкой.
В 1920 году в селе был построен молитвенный дом, который в 1927 году переделали в клуб. Деревня была очень богатой, много кулаков в период коллективизации было сослано в Нарым. В 1929 году многие эмигрировали в Америку. В 1930-х гг. началась коллективизация, был образован колхоз «Ландманн». После создания колхоза были запрещены религиозные собрания, но верующие ходили в соседнюю русскую деревню Ягодное, где жили баптисты.
В 1942 году из деревни стали забирать всех немцев, мужчин и женщин, у которых дети были старше 3-х лет, в трудармии. Местных немцев увозили в Чкаловскую область на содовые разработки. Из-за тяжелых условий работы, многие погибли. В годы войны в село было депортировано несколько семей немцев из Поволжья. До 1956 года вернувшиеся из трудармии немцы находились под надзором спецкомендатуры.
В 1954 году из соседних с Николаевкой деревень Алексеевка, Петропавловка, Новоленьки и Ягодное был образован новый укрупненный колхоз «Заря Коммунизма».

## Физико-географическая характеристика
Село расположено в пределах Кулундинской равнины, относящейся к Западно-Сибирской равнине, на высоте 115 метров над уровнем моря. Село окружено полями. Рельеф местности равнинный. Местность имеет небольшой уклон в северном направлении. Распространены чернозёмы южные.
По автомобильным дорогам расстояние до районного центра посёлка Благовещенка — 28 км, до краевого центра города Барнаула — 360 км.
Климат
Климат умеренный континентальный (согласно классификации климатов Кёппена-Гейгера — тип Dfb). Среднегодовая температура положительная и составляет +2,1° С, средняя температура самого холодного месяца января − 16,8 °C, самого жаркого месяца июля + 20,5° С. Многолетняя норма осадков — 325 мм, наибольшее количество осадков выпадает в июле — 54 мм, наименьшее в феврале и марте — по 14 мм
Часовой пояс
Николаевка, как и весь Алтайский край, находится в часовой зоне МСК+4. Смещение применяемого времени относительно UTC составляет +7:00.

## Население
Динамика численности населения по годам:
| 1926 | 1980 | 1987 |
| ---- | ---- | ---- |
| 303  | 259  | 321  |

| 1997 | 1998 | 1999 | 2000 | 2001 | 2002 | 2003 |
| ---- | ---- | ---- | ---- | ---- | ---- | ---- |
| 946  | ↗953 | ↘914 | ↘895 | ↗925 | ↘889 | ↘878 |
| 2004 | 2005 | 2006 | 2007 | 2008 | 2009 | 2010 |
| ↗881 | ↘808 | ↗825 | ↗830 | ↘801 | ↗828 | ↘711 |
| 2011 | 2012 | 2013 |      |      |      |      |
| ↘708 | ↘651 | ↘618 |      |      |      |      |